# Fermín López
Fermín López Marín (* 11. května 2003 Huelva) je španělský profesionální fotbalista, který hraje na pozici středního záložníka za španělský klub FC Barcelona.

## Klubová kariéra

### Sezóna 2022/23
V srpnu 2022 podepsal Fermín López smlouvu s Barcelonou Atlètic na dva roky do roku 2023 a okamžitě odešel na hostování do Linares Deportivo v Primera Federación (třetí nejvyšší fotbalová soutěž ve Španělsku) na sezónu 2022-23. Debutoval o devět dní později, když startoval proti Mérida AD.
López vstřelil svůjí první branku jako profesionální fotbalista 30. října 2022 při výhře 2:1 nad CF Rayo Majadahonda. Sezónu zakončil s 12 góly ve 40 zápasech.

### Sezóna 2023/24
Po skvělých výkonech v tréninku s prvním týmem před přípravnou sezónou byl Fermín López v červenci 2023 povolán do jejich předsezónního týmu. Dočkal se mezinárodního uznání, když 29. července vstřelil gól a přidal asistenci při přátelské výhře 3:0 proti Realu Madrid.
Dne 27. srpna debutoval Fermín López v La Lize za první tým ve výhře 4–3 proti Villarreal CF. O dva dny později podepsal v klubu novou smlouvu do 30. června 2027. Debutoval v Lize mistrů 19. září, když vystřídal Gaviho v 58. minutě při výhře 5:0 nad Royal Antwerpy. Dne 26. září, v zápase proti Mallorce, vstřelil svůj první gól za Barcelonu a zároveň první gól v La Lize poté, co v 64. minutě nastoupil jako střídající hráč, když Barcelona prohrávala 2:1, v 75. minutě vyrovnal skóre 2:2.
Dne 25. října vstřelil Fermín López svůj první gól v Lize mistrů při výhře 2:1 nad Šachtarem Donětsk, ve kterém byl také jmenován nejlepším hráčem zápasu.